# Bořitov (Studené)
Bořitov (německy Borschitow) je část obce Studené v okrese Ústí nad Orlicí. Nachází se na jihu Studeného. Bořitov leží v katastrálním území Studené o výměře 5,42 km².

## Historie
První písemná zmínka o vesnici pochází z roku 1734.

## Galerie

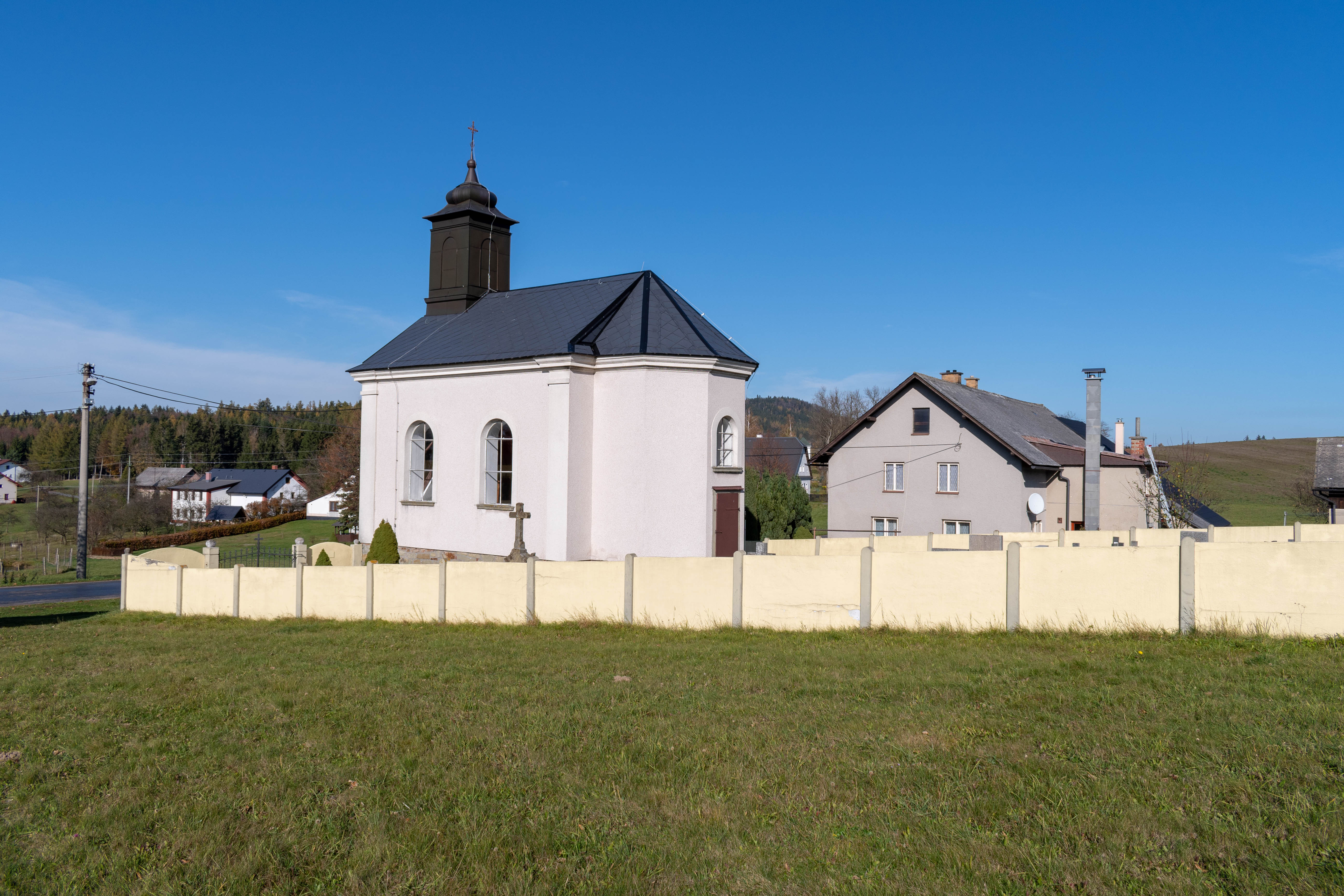
Kaple Panny Marie Lurdské
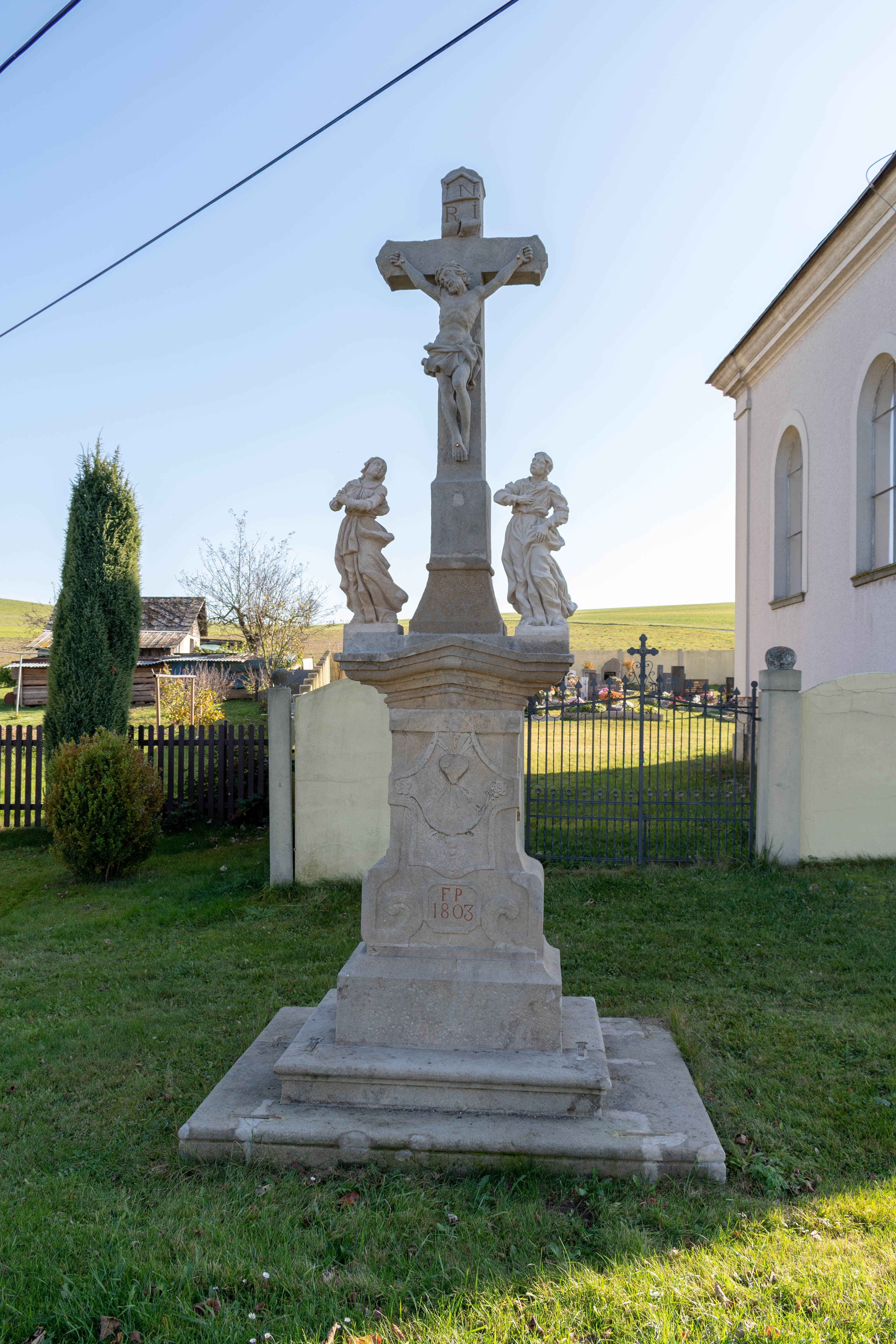
Kříž u kaple